# دولة كريت
أنشئت دولة كريت (باليونانية: Κρητική Πολιτεία)‏؛ (بالتركية العثمانية: كريد دولتى)‏) في عام 1898 عقب تدخل القوى العظمى (بريطانيا، فرنسا، إيطاليا، النمسا-المجر، وروسيا) في جزيرة كريت. في عام 1897 أجبر تمرد اندلع في كريت، الدولة العثمانية لإعلان الحرب على اليونان، مما دفع بريطانيا العظمى، فرنسا، إيطاليا وروسيا للتدخل على اعتبار أن الدولة العثمانية لم تعد قادرة على الحفاظ على زمام السيطرة. وكانت مقدمة لضم الجزيرة نهائياً لمملكة اليونان، والذي حدث بحكم الأمر الواقع في عام 1908 وبحكم القانون عام 1913.

## السكان
بلغ إجمالي عدد السكان 336,151 في عام 1911. 307,812 مسيحي، 27,852 مسلم و487 يهودي.